# Truffade

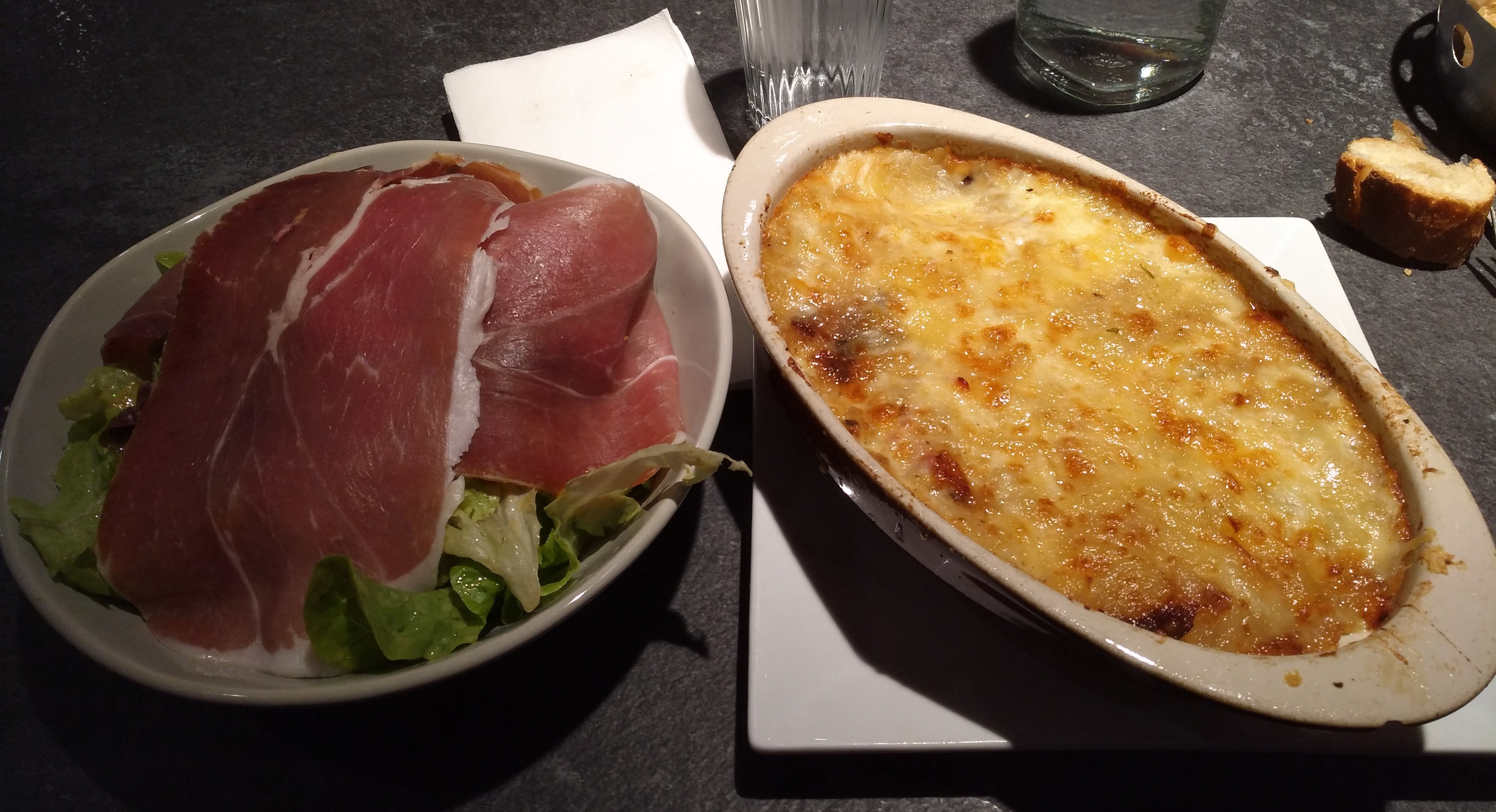
Truffade gratiniert, serviert mit Salat und rohem Schinken

Die Truffade ist eine französische Spezialität aus der Auvergne, genauer aus dem Cantal. Der Name stammt von Trüffel oder Troufle, einer früheren Bezeichnung für Kartoffel in ländlichen Gebieten. Dieses Kartoffel-Käse-Gericht wird heute zusammen mit einem grünen Salat serviert, oft auch mit Rohschinken aus der Auvergne, der in dicke Scheiben geschnitten wird.

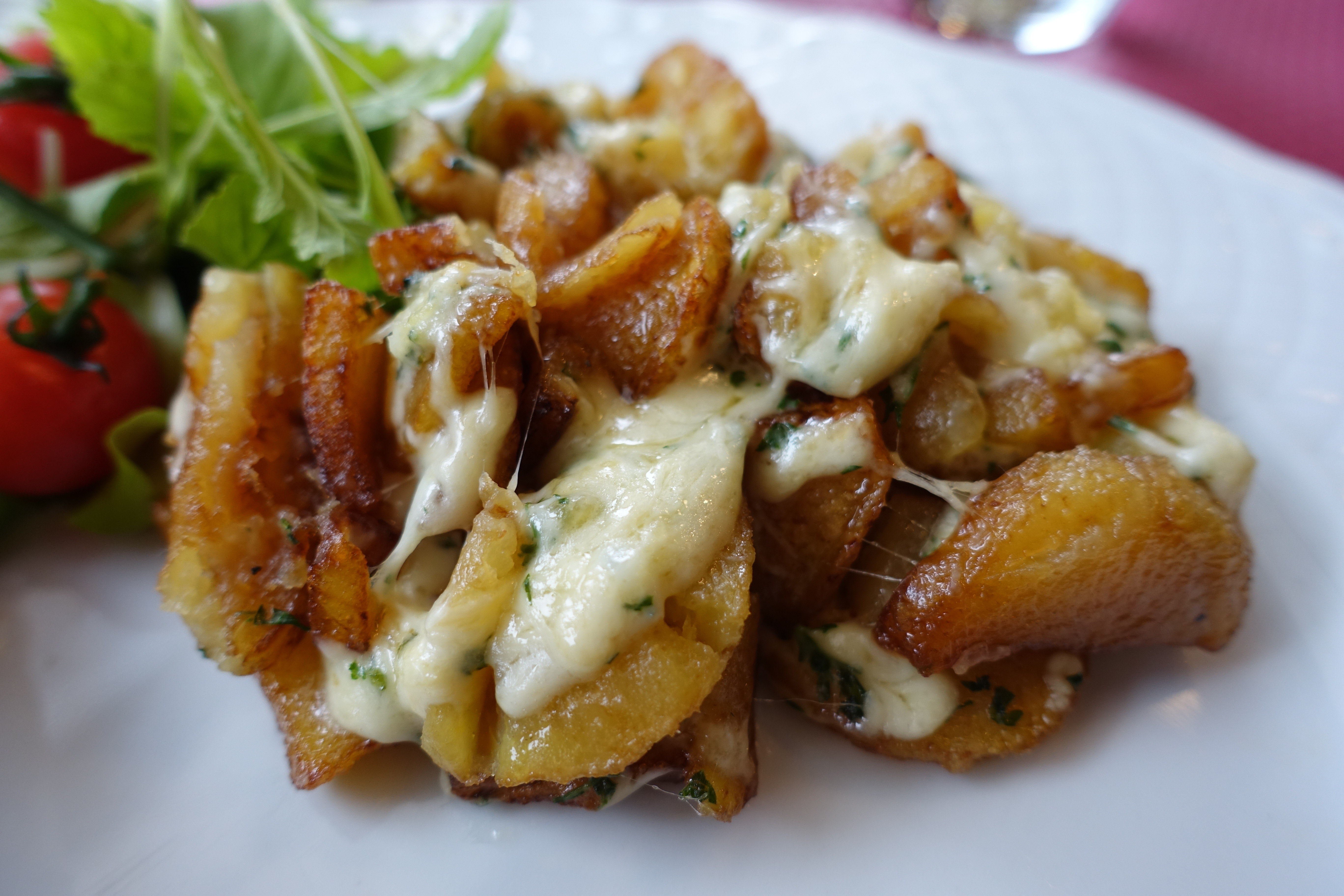
Truffade

Die Truffade wird aus rohen, geschälten, in Stückchen oder Scheiben zerkleinerten Kartoffeln hergestellt, die bei starker Hitze in Schmalz, Gänse- oder Entenfett gebraten werden, wobei dünne Streifen Tomme (frischer Cantal-Käse mit einem leicht säuerlichen Geschmack) und gehackter Knoblauch hinzugefügt werden, sobald die Kartoffeln weich sind. Man deckt dann die Pfanne ab, lässt den Käse schmelzen. Ein dicker Pfannkuchen bildet sich, gehackte Petersilie wird untergerührt, dabei werden die Kartoffeln nochmal leicht zerkleinert. Als Gemüsebeilage zur Bratwurst, zum Schweine- oder Rinderbraten, oder zu einem Steak wurde die Truffade ursprünglich serviert. Heute wird sie öfters zusammen mit grünem Salat serviert. Gebratener Speck wird manchmal hinzugefügt.